# Marco Angulo
Marco Antonio Angulo Solórzano (8. května 2002 – 11. listopadu 2024) byl ekvádorský profesionální fotbalista, který hrál na pozici defenzivního záložníka.

## Klubová kariéra
Angulo začal svou kariéru v klubu Rocafuerte, než v roce 2017 přestoupil do Independiente del Valle. V letech 2020 a 2021 hrál za Independiente Juniors. V letech 2021 a 2022 odehrál Angulo ve všech soutěžích za Independiente del Valle 45 zápasů a vstřelil tři góly, v roce 2020 vyhrál Pohár osvoboditelů do 20 let, v roce 2021 ekvádorskou Serii A a v roce 2022 Copa Ecuador a Copa Sudamericana.
Dne 21. prosince 2022 bylo oznámeno, že 1. ledna 2023 se Angulo připojí k týmu FC Cincinnati, který hraje Major League Soccer do roku 2025, a to za údajnou částku 3 miliony dolarů. Angulo debutoval za klub 4. března 2023 v 92. minutě jako náhradník za Luciana Acostu proti Orlandu City.
Dne 21. března 2024 byl Angulo zapůjčen týmem Cincinnati do LDU Quito do 31. prosince s opcí na nákup.

## Reprezentační kariéra
V listopadu 2022 byl Angulo povolán do ekvádorského národního týmu. Debutoval 12. listopadu 2022, kdy se objevil jako náhradník při remíze 0:0 s Irákem.

## Osobní život
Dne 28. listopadu 2022 se Angulo jako spolujezdec stal účastníkem dopravní nehody v Guayaquilu, při níž zemřel řidič vozidla.
7. října 2024 se Angulo stal účastníkem smrtelné dopravní nehody jihovýchodně od Quita se čtyřmi dalšími lidmi, při které zahynul řidič a jeden z dalších cestujících, Roberto Cabezas, hráč Independiente Juniors a blízký přítel Angula. Angulo utrpěl vážné poranění hlavy a pohmoždění plic. Dne 11. listopadu Angulo svým zraněním podlehl poté, co byl uveden do kómatu.

## Statistiky

### Klubové
| Klub                    | Sezóna            | Liga                | Liga   | Liga | Národní pohár | Národní pohár | Kontinentální | Kontinentální | Ostatní | Ostatní | Celkově | Celkově |
| Klub                    | Sezóna            | Soutěž              | Zápasy | Góly | Zápasy        | Góly          | Zápasy        | Góly          | Zápasy  | Góly    | Zápasy  | Góly    |
| ----------------------- | ----------------- | ------------------- | ------ | ---- | ------------- | ------------- | ------------- | ------------- | ------- | ------- | ------- | ------- |
| Independiente Juniors   | 2020              | Ekvádorská Serie B  | 11     | 0    | 0             | 0             | 0             | 0             | 0       | 0       | 11      | 0       |
| Independiente Juniors   | 2021              | Ekvádorská Serie B  | 27     | 1    | 0             | 0             | 0             | 0             | 0       | 0       | 27      | 1       |
| Independiente Juniors   | Celkově           | Celkově             | 38     | 1    | 0             | 0             | 0             | 0             | 0       | 0       | 38      | 1       |
| Independiente del Valle | 2021              | Ekvádorská Serie A  | 1      | 0    | 0             | 0             | 0             | 0             | 0       | 0       | 1       | 0       |
| Independiente del Valle | 2022              | Ekvádorská Serie A  | 23     | 1    | 8             | 0             | 12            | 1             | 0       | 0       | 43      | 1       |
| Independiente del Valle | Celkově           | Celkově             | 24     | 1    | 8             | 0             | 12            | 1             | 0       | 0       | 44      | 2       |
| FC Cincinnati           | 2023              | Major League Soccer | 24     | 0    | 4             | 0             | 0             | 0             | 5       | 0       | 33      | 0       |
| LDU Quito (hostování)   | 2024              | Ekvádorská Serie A  | 11     | 0    | 1             | 0             | 7             | 0             | 0       | 0       | 19      | 0       |
| Celkově v kariéře       | Celkově v kariéře | Celkově v kariéře   | 97     | 2    | 13            | 0             | 19            | 1             | 5       | 0       | 134     | 3       |

### Reprezentační
| Národní tým | Rok     | Zápasy | Góly |
| ----------- | ------- | ------ | ---- |
| Ekvádor     | 2022    | 1      | 0    |
| Ekvádor     | 2023    | 1      | 0    |
| Celkově     | Celkově | 2      | 0    |

## Úspěchy
Independiente del Valle
- Pohár osvoboditelů do 20 let: 2020

- Ekvádorská Serie A: 2021
- Copa Sudamericana: 2022
- Copa Ecuador: 2022

FC Cincinnati
- Supporters' Shield: 2023